# Речешты
Речешты, Речешты (рум. Receşti) — село в Шолданештском районе Молдавии. Наряду с сёлами Добруша и Захорна входит в состав коммуны Добруша.

## История
10 ноября 1590 года господарь Молдавского княжества Пётр VI Хромой основал монастырь Побрата. В документе об основании впервые упоминаются Речешты. В 1771 году была построена деревянная церковь, в 1883 году была возведена церковь из камня.
В 1922 году в Речештах было 148 домов и 651 житель. В советское время в селе располагался сельсовет, колхоз «Искра», дом культуры, неполная средняя школа, пункт медицинской помощи и магазины.

## География
Село расположено на высоте 208 метров над уровнем моря.

## Население
По данным переписи населения 2004 года, в селе Речешть проживает 392 человека (182 мужчины, 210 женщин).
Этнический состав села:
| Национальность | Число жителей | Процентный состав |
| -------------- | ------------- | ----------------- |
| молдаване      | 373           | 95,15             |
| цыгане         | 7             | 1,79              |
| украинцы       | 5             | 1,28              |
| румыны         | 4             | 1,02              |
| русские        | 2             | 0,51              |
| прочие         | 1             | 0,26              |
| Всего          | 392           | 100 %             |